# Parlamentní listy
Parlamentní listy – czeski portal informacyjny, funkcjonujący od 2008 roku.
Wcześniej, w 2003 roku, zapoczątkowano drukowany miesięcznik „Parlamentní listy”.
Właścicielem witryny jest OUR MEDIA a.s. W ciągu miesiąca serwis generuje ponad 6 mln odsłon (stan na 2020 rok).
Według stanu na 2020 rok funkcję redaktora naczelnego pełni Marek Bláha.